# Ozero Melkoe
Der Ozero Melkoe (englische Transkription von russisch Озеро Мелкое Osero Melkoje, deutsch ‚Seichter See‘) ist ein See im ostantarktischen Mac-Robertson-Land. Er liegt südwestlich der Else-Plattform auf der Jetty-Halbinsel.
Russische Wissenschaftler benannten ihn deskriptiv.